# Fargniers
Fargniers est une commune associée de Tergnier et une ancienne commune française, située dans le département de l'Aisne en région Hauts-de-France.

## Géographie
La commune avait une superficie de 7,82 km2

## Histoire

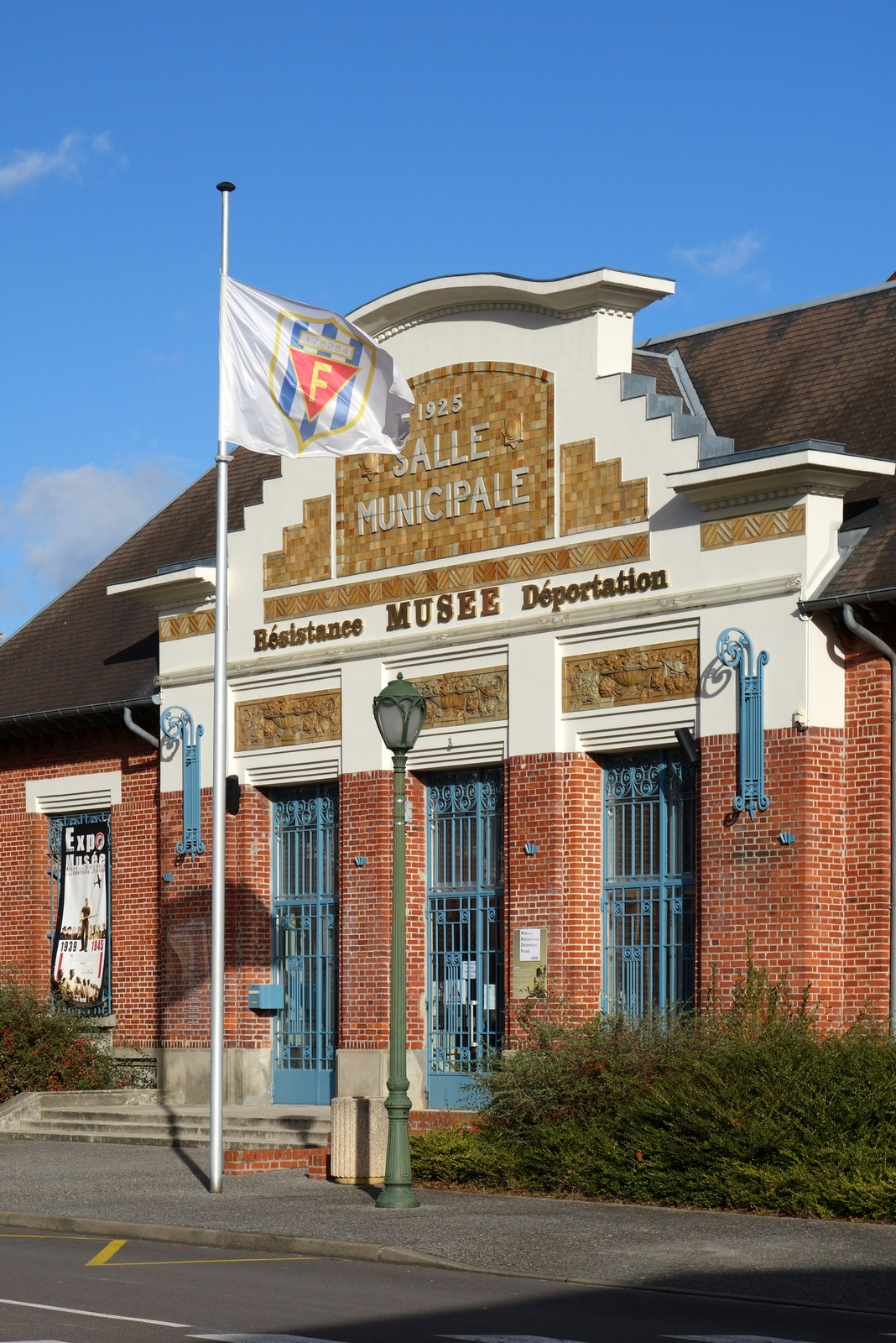
Musée de Fargniers

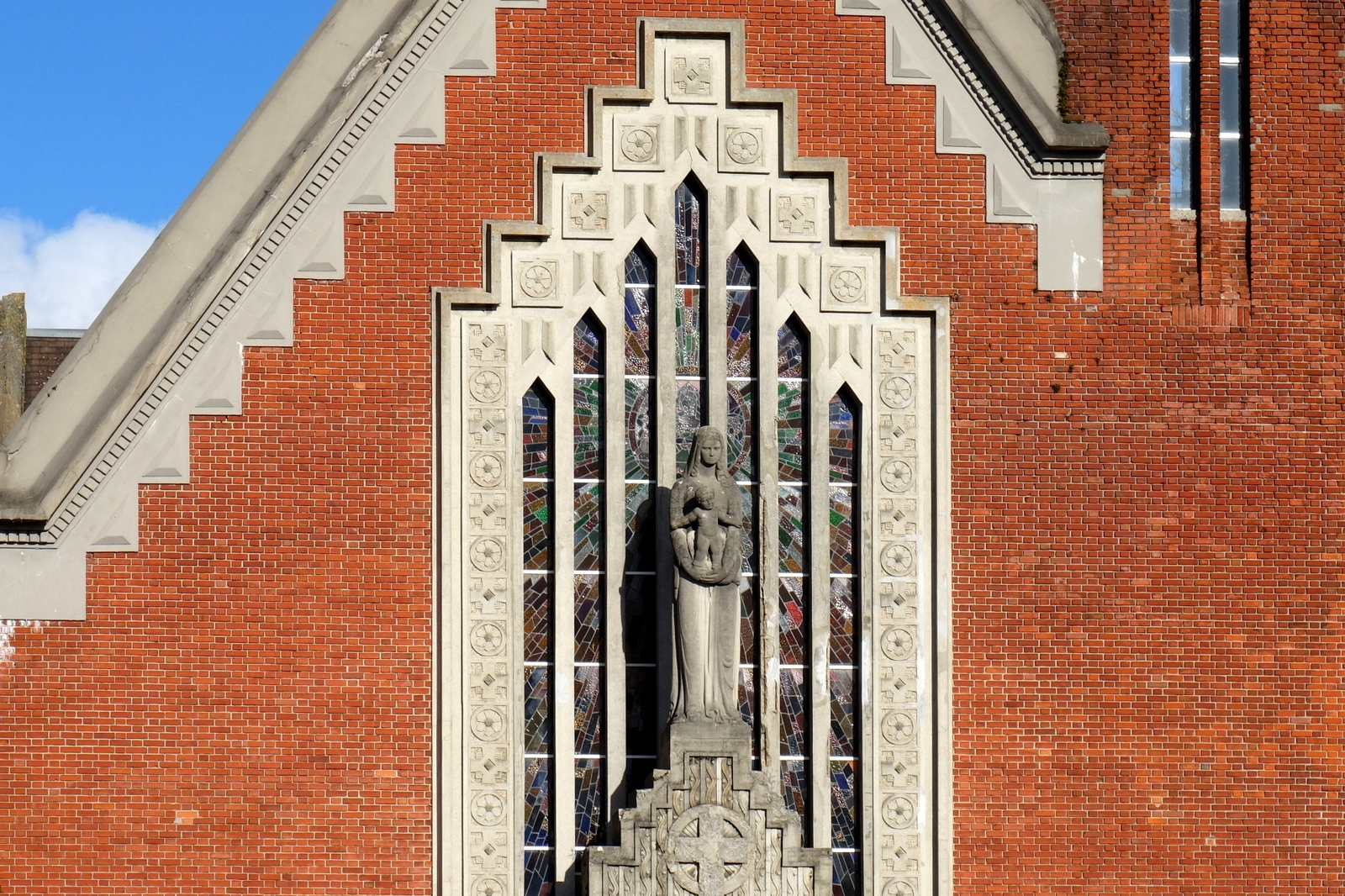
Vierge à l'enfant en façade de l'église de Fargniers

Fargniers est une ancienne commune de l'Aisne, dissoute par l'arrêté préfectoral du 3 décembre 1973. Depuis le 1er janvier 1974, celle-ci a été rattachée  sous le statut de commune associée à Tergnier. Avant son rattachement, la commune de Fargniers portait le code INSEE abrégé 02300.
En 1918, à la suite des combats de la première guerre mondiale, 95 % du patrimoine bâti de la commune était sinistré. Un vaste plan de reconstruction fut alors mené à l'initiative du maire, M. L'Hérondelle. La reconstruction des bâtiments publics débuta en 1922 et se termina en 1928.

## Urbanisme, patrimoine et monuments historiques

### La place Carnegie et la reconstruction des années 1920.
Le projet de reconstruction après la première guerre mondiale est fondé sur le principe de zones concentriques et de rues radiales autour d'une place centrale (la place Carnegie). À proximité immédiate de la place se trouvent les équipements communaux  (mairie, bureau de poste, poste de police, salle communale, écoles, etc.) ainsi que des espaces verts.
Cet ensemble a été dessiné par les architectes Paul Bigot et Henri-Paul Nénot et réalisé de 1922 à 1928.
La reconstruction des bâtiments publics a bénéficié d'une dotation de 150 000 dollars de la Fondation Carnegie
,, 
créée par l'industriel américain Andrew Carnegie. Un monument à la mémoire de Andrew Carnegie est érigé au centre de la place centrale.
L'ensemble fait l’objet d’une inscription au titre des monuments historiques depuis le 1er décembre 1998 : la mairie et l'ancienne salle municipale en totalité, ainsi que les toitures et façades des autres bâtiments communaux.

### Musée de la résistance et de la déportation
L'un des bâtiments de la « reconstruction Carnegie » accueille aujourd'hui le Musée de la Résistance et de la Déportation de Picardie.
On trouve aussi une stèle en hommage aux animaux de guerre unique en Europe, grâce à l'association HAGUP "hommage aux animaux de guerre et d'utilité publique" créée par Pierre Siaux le 25 mai 2004.

## Administration

### Maires délégués
Fargniers étant une commune associée, elle dispose d'un maire délégué.
| Période                                  | Période                      | Identité          | Étiquette | Qualité                                           |
| ---------------------------------------- | ---------------------------- | ----------------- | --------- | ------------------------------------------------- |
| 1er janvier 1974                         | 1995                         | Maurice Lamotte   | .         | Premier maire délégué de Fargniers et instituteur |
| 1995                                     | 2008                         | Yvonne Legrand    | .         | .                                                 |
| 2008                                     | 2014                         | Jacques Robin     | .         |                                                   |
| mars 2014                                | juillet 2020                 | Joseph Lazareskas |           |                                                   |
| juillet 2020                             | En cours (au 4 juillet 2020) | Olivier Quina     |           |                                                   |
| Les données manquantes sont à compléter. |                              |                   |           |                                                   |

### Maires de Fargniers
La commune avait des maires, étant une ancienne commune avant son rattachement à Tergnier en 1974
| Période                                  | Période          | Identité          | Étiquette | Qualité                    |
| ---------------------------------------- | ---------------- | ----------------- | --------- | -------------------------- |
| 1969                                     | 31 décembre 1973 | André Fournel     | .         | Dernier maire de Fargniers |
| 1955                                     | 1969             | Hector Pate       | .         | .                          |
| 1953                                     | 1954             | Armand Lecomte    | .         | .                          |
| 1952                                     | 1953             | Ernest Delaidde   | .         | .                          |
| 1944                                     | 1952             | André Vaille      | .         | .                          |
| 1942                                     | 1944             | Léon Prevost      | .         | .                          |
| 1938                                     | 1942             | Henri Bove        | .         | .                          |
| 1938                                     | 1938             | Henri Hautecoeur  | .         | .                          |
| 1931                                     | 1938             | Jules Boulanger   | .         | .                          |
| 1913                                     | 1931             | Léon L'Herondelle | .         | .                          |
| 1905                                     | 1913             | Eugène Pietrement | .         | .                          |
| 1901                                     | 1905             | Paul Henot        | .         | .                          |
| 1900                                     | 1901             | Louis Oudin       | .         | .                          |
| 1893                                     | 1899             | Paul Ducoin       | .         | .                          |
| Les données manquantes sont à compléter. |                  |                   |           |                            |

## Démographie
| 1793 | 1800 | 1806 | 1821 | 1831 | 1836 | 1841 | 1846 | 1851 |
| ---- | ---- | ---- | ---- | ---- | ---- | ---- | ---- | ---- |
| 496  | 547  | 540  | 541  | 634  | 703  | 690  | 751  | 789  |

| 1856 | 1861  | 1866  | 1872  | 1876  | 1881  | 1886  | 1891  | 1896  |
| ---- | ----- | ----- | ----- | ----- | ----- | ----- | ----- | ----- |
| 896  | 1 190 | 1 381 | 1 610 | 1 791 | 2 054 | 2 013 | 1 929 | 2 125 |

| 1901  | 1906  | 1911  | 1921  | 1926  | 1931  | 1936  | 1946  | 1954  |
| ----- | ----- | ----- | ----- | ----- | ----- | ----- | ----- | ----- |
| 2 241 | 2 351 | 2 634 | 1 483 | 2 850 | 3 753 | 3 690 | 3 628 | 3 786 |

| 1962  | 1968  | 1975  | 1982  | 1990  | 1999  | 2006  | 2011  | 2016  |
| ----- | ----- | ----- | ----- | ----- | ----- | ----- | ----- | ----- |
| 4 269 | 4 120 | 3 585 | 3 775 | 3 528 | 3 543 | 3 571 | 3 457 | 3 226 |

| 2021  | 2022  | - | - | - | - | - | - | - |
| ----- | ----- | - | - | - | - | - | - | - |
| 3 423 | 3 328 | - | - | - | - | - | - | - |

## Culture locale et patrimoine

### Lieux et monuments
- Église de la Très-Sainte-Vierge